# MTV Movie Awards 2003
De MTV movie awards 2003 vonden plaats op 31 mei in het Shrine Auditorium te Los Angeles, Californië. De presentatie was in handen van Justin Timberlake en Seann William Scott. De show bestond uit een parodie op The Matrix Reloaded.

## Best Movie (Beste film)
- The Lord of the Rings: The Two Towers
  - Barbershop
  - 8 Mile
  - The Ring
  - Spider-Man

## Best Male Performance (Beste acteerprestatie door een man)
- Eminem in 8 Mile
  - Vin Diesel in xXx
  - Leonardo DiCaprio in Catch Me If You Can
  - Tobey Maguire in Spider-Man
  - Viggo Mortensen in The Lord of the Rings: The Two Towers

## Best Female Performance (Beste acteerprestatie door een vrouw)
- Kirsten Dunst in Spider-Man
  - Halle Berry in Die Another Day
  - Kate Hudson in How to Lose a Guy in 10 Days
  - Queen Latifah in Chicago
  - Reese Witherspoon in Sweet Home Alabama

## Best breaktrough male (Best doorbrekende man)
- Eminem in 8 Mile
  - Nick Cannon in Drumline
  - Kieran Culkin in Igby Goes Down
  - Derek Luke in Antwone Fisher
  - Ryan Reynolds in National Lampoon's Van Wilder

## Best breaktrough female (Best doorbrekende vrouw)
- Jennifer Garner in Daredevil
  - Kate Bosworth in Blue Crush
  - Maggie Gyllenhaal in Secretary
  - Eve in Barbershop
  - Beyoncé Knowles in Austin Powers in Goldmember
  - Nia Vardalos in My Big Fat Greek Wedding

## Best On-Screen team (Beste team op het scherm)
- Elijah Wood, Sean Astin & Sméagol/Gollem in The Lord of the Rings: The Two Towers
  - Kate Bosworth, Michelle Rodríguez & Sanoe Lake in Blue Crush
  - Jackie Chan & Owen Wilson in Shanghai Knights
  - Will Ferrell, Vince Vaughn & Luke Wilson in Old School
  - Johnny Knoxville, Bam Margera, Steve-O & Chris Pontius in Jackass: The Movie

## Best Villain (Beste schurk)
- Daveigh Chase in The Ring
  - Willem Dafoe in Spider-Man
  - Daniel Day-Lewis in Gangs of New York
  - Colin Farrell in Daredevil
  - Mike Myers in Austin Powers in Goldmember

Daveigh Chase was zo zenuwachtig dat zij een deel van haar tekst vergat, daardoor moesten prijsuitreikers P. Diddy en Ashton Kutcher terugkomen om Daveigh te helpen

## Best Comedic Performance (Beste komische optreden)
- Mike Myers in Austin Powers in Goldmember
  - Will Ferrell in Old School
  - Cedric the Entertainer in Barbershop
  - Johnny Knoxville in Jackass: The Movie
  - Adam Sandler in Mr. Deeds

## Best Kiss (beste zoen)
- Tobey Maguire & Kirsten Dunst in Spider-Man
  - Ben Affleck & Jennifer Garner in Daredevil
  - Nick Cannon & Zoë Saldana in Drumline
  - Leonardo DiCaprio & Cameron Diaz in Gangs of New York
  - Adam Sandler & Emily Watson in Punch-Drunk Love

## Best Action Sequence (Beste actiescène)
- "The Battle for Helms Deep" in The Lord of the Rings: The Two Towers
  - "Collision on Highway 23" in Final Destination 2
  - "The Escape" in Minority Report
  - "The Arena Conflict" in Star Wars: Episode II: Attack of the Clones

## Best virtual performance (Beste virtuele optreden)
- Gollum in The Lord of the Rings: The Two Towers
  - Yoda in Star Wars: Episode II: Attack of the Clones
  - Kangaroo Jack in Kangaroo Jack
  - Dobby in Harry Potter and the Chamber of Secrets
  - Scooby-Doo in Scooby-Doo

De uitreiking werd gefilmd ; Andy Serkis (degene die Gollum speelt in LOTR) haalt de prijs op, maar wanneer deze prijs is uitgereikt, pakt Gollum hem af en houdt een hysterische, boze speech in de vorm van een krijsbui. Hij probeert anders te doen dan de dialogen die hij in LOTR voert

## Best fight (beste gevecht)
- Yoda vs. Christopher Lee in Star Wars: Episode II: Attack of the Clones
  - Jet Li vs. de ultieme vechters in Cradle 2 the Grave
  - Johnny Knoxville vs. Butterbean in Jackass: The Movie
  - Fann Wong vs. de Paleiswachten in Shanghai Knights

## Best trans-Atlantic breaktrough performance (Beste trans-Atlantische doorbraak optreden)
- Colin Farrell
  - Keira Knightley
  - Orlando Bloom
  - Rosamund Pike
  - Jude Law

1992 · 1993 · 1994 · 1995 · 1996 · 1997 · 1998 · 1999 · 2000 · 2001 · 2002 · 2003 · 2004 · 2005 · 2006 · 2007 · 2008 · 2009 · 2010 · 2011